# 스테이 온 메인

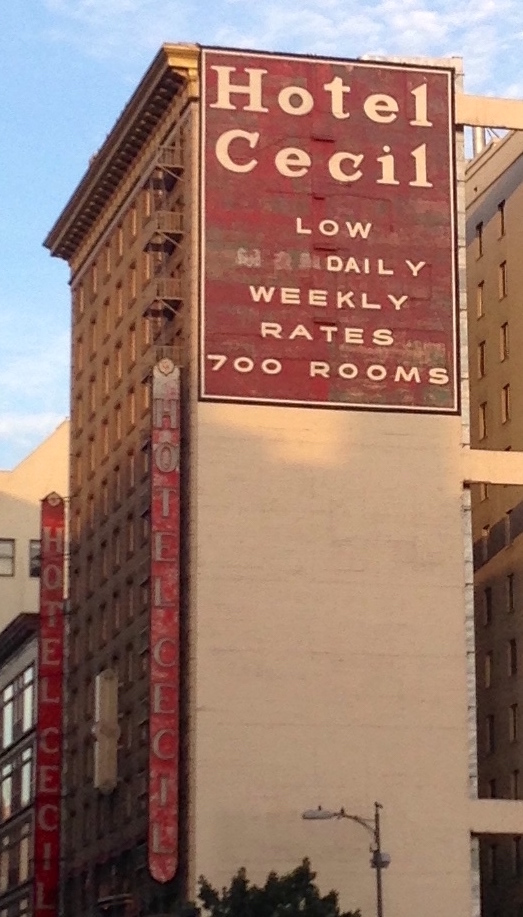

스테이 온 메인(Stay on Main)은 다운타운 로스앤젤레스에 소재한 호텔이다. 객실은 600개가 있다. 1924년에 건설되어 본래 비즈니스 호텔으로 사용되었으나 1950년대부터 여행객들에게도 이름이 널리 알려졌다. 원래 이름은 세실 호텔(Cecil Hotel)이었다. 범죄 및 의문사건이 많이 일어나고 초자연 현상 목격담도 자주 들려오는 흉흉한 곳이다.
이 호텔에서는 여러 번의 자살 사건이 일어났으며, 세 건의 살인을 비롯한 범죄도 많이 일어났다. 1985년과 1991년에는 각각 연쇄살인자 리처드 라미레즈와 잭 운터베르거가 투숙하기도 했다. 엘리자베스 쇼트가 1947년 살해당하기 전에 머무른 곳들 중 하나라는 소문도 있다.
2013년 2월에는 21세의 중국계 캐나다인 대학생 엘리사 램이 호텔 옥상의 물탱크 속에서 나체의 시신으로 발견되었다. 람은 1월 31일부터 실종 상태였다. 2월 19일 투숙객들이 수압이 낮고 물맛이 이상하다고 불평하여 물탱크를 점검하던 중에 람의 변사체가 발견되었다. 관계당국은 람의 죽음을 실족으로 인한 익사로 결론지었으나, 호텔 승강기 CCTV에 찍힌 람의 모습이 매우 기괴하여 논란이 되었다. 승강기에 탑승한 람은 버튼을 여러 개 누르고 승강기 구석에 숨어 거울로 바깥을 살펴본다. 그런데 승강기 문이 닫히지 않는다. 잠시 뒤 고개를 쏙 내밀어서 바깥을 살폈다가, 승강기 바깥으로 나가서 오른쪽을 바라보며 무언가를 향해 알 수 없는 손짓을 한다. 그리고 람은 왼쪽으로 사라지고, 그때까지 닫히지 않던 승강기 문이 닫힌다. 이런 정황으로 인해 람의 사인에 대한 의혹이 널리 퍼졌다. 승강기 영상이 공중 일반에 공개되자 많은 사람들이 빙의 따위의 초상현상적 설명을 내놓기도 했다. 람은 양극성 장애가 있었는데, 승강기에서 취한 이상한 행동의 원인이 이 정신병 때문이라고 설명하기도 한다. 그렇지 않아도 귀신 목격담이나 괴담 때문에 흉흉하던 세실 호텔은 이 의문사 사건 이후로 워낙 시달려서 아예 호텔 이름을 지금의 "스테이 온 메인"으로 바꿔 버렸다.